# Gymnocalycium anisitsii
Gymnocalycium anisitsii (укр. Гімнокаліціум Анісіча, Гімнокаліціум анісічі) — сукулентна рослина з роду гімнокаліціум (Gymnocalycium) родини кактусових (Cactaceae).

## Історія

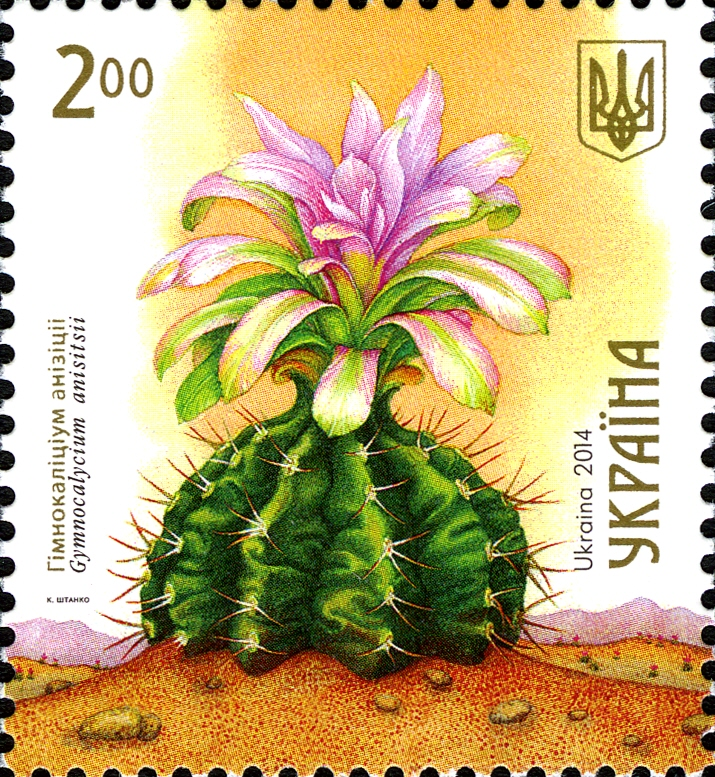
Gymnocalycium anisitsii на поштовій марці України 2014 року

Вид вперше описаний німецьким професором ботаніки Карлом Моріцом Шуманом (нім. Karl Moritz Schumann, 1851—1904) як Echinocactus anisitsii у 1900 році у виданні «Bluehende Kakteen». У 1922 році американські ботаніки Натаніель Лорд Бріттон (англ. Nathaniel Lord Britton, 1859—1934) і Джозеф Нельсон Роуз (англ. Joseph Nelson Rose, 1862—1928) включили цей вид до роду Gymnocalycium

## Етимологія
Видова назва дана на честь професора Даніеля Анісіча (ісп. Dániel Anisits, 1856—1911) — угорського фармацевта та любителя рослин, який протягом 1883—1907 рр.. мешкав в Асунсьйоні, Парагвай, звідки висилав рослини Карлу Шуману в Берлін. У 1909—1911 працював бактеріологом в Берліні.

## Ареал і екологія
Ареал виду розташований у Бразилії, Болівії та Парагваї. Рослини зростають на висоті до 1 000 метрів над рівнем моря в ксерофільних лісах і рідко зустрічаються на скелях, пагорбах і в піщаних гірських районах.

## Морфологічний опис
| Орган              | Опис |
| ------------------ | --- |
| Рослини            | поодинокі, але можуть і утворювати групи.                                                                                                |
| Коріння            | |
| Стебло             | кулясте до коротко-циліндричного, блідо-зелене часто з червоними або фіолетовими тонами, до 10 см або більше заввишки і 8 см в діаметрі. |
| Центральні колючки | зазвичай відсутні, іноді — одна. |
| Радіальні колючки  | 5-7, тонкі, викривлені, від жовтуватих до коричневих, 1-6 см завдовжки.                                                                  |
| Квіти              | воронкоподібні, від білих до рожевих, до 4 см завдовжки.                                                                                 |
| Тичинки            | |
| Маточка            | |
| Плоди              | подовжені, циліндричні, червоні, до 2.5 см завдовжки і 1 см в діаметрі.                                                                  |
| Насіння            | |

## Підвиди

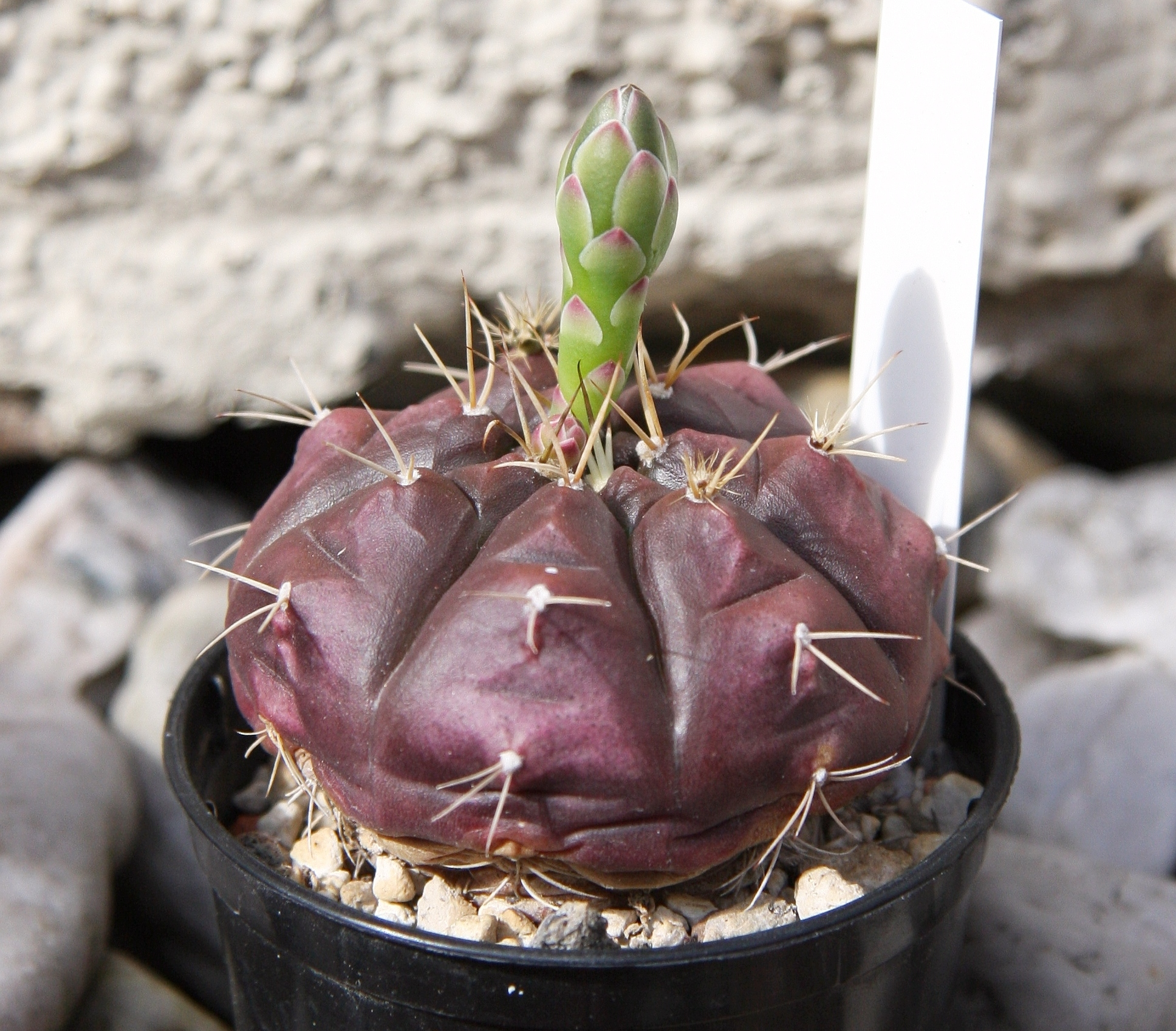
Gymnocalycium anisitsii subsp. multiproliferum

Визнано два різновиди Gymnocalycium anisitsii номінаційний підвид — Gymnocalycium anisitsii subsp. anisitsii і підвид multiproliferum — Gymnocalycium anisitsii subsp. multiproliferum (P.J.Braun) P.J.Braun & Esteves.
- Підвид anisitsii має білі квіти; він зростає в Болівії і Парагваї.
- Підвид multiproliferum має фіолетово-зелене стебло, довші колючки і рожеві квіти, виростає в Мату-Гросу-ду-Сул, Бразилія.

## Чисельність, охоронний статус та заходи по збереженню
Gymnocalycium anisitsii входить до Червоного списку Міжнародного союзу охорони природи видів, з найменшим ризиком (LC).
Вид має фрагментарну популяцію, що поширюється на значній площі (ступінь залягання = 25 000 км²). В даний час немає великих загроз, які впливають на цей вид, і чисельність здається стабільною. Однак субпопуляції трапляються поблизу населених пунктів і доріг, і, таким чином, можуть відчути антропогенний вплив найближчим часом.
Gymnocalycium anisitsii зустрічається на природоохоронній території Національний парк Каа-Ія дель Гран-Чако в Болівії.
Охороняється Конвенцією про міжнародну торгівлю видами дикої фауни і флори, що перебувають під загрозою зникнення (CITES).